# St. Helena megye
Saint Helena megye az Amerikai Egyesült Államokban, azon belül Louisiana államban található. Megyeszékhelye és legnagyobb városa Greensburg. Lakosainak száma 10 920 fő (2020. április 1.).

## Szomszédos megyék
- Amite megye (észak)
- Tangipahoa megye (kelet)
- Livingston megye (dél)
- East Baton Rouge megye (délnyugat)
- East Feliciana megye (nyugat)

## Népesség
A megye népességének változása:
| Lakosok száma | 11 198 | 11 022 | 11 063 | 10 875 | 10 567 | 10 920 |
|               | 2010   | 2011   | 2012   | 2013   | 2015   | 2020   |